# Wereldkampioenschap superbike van Oschersleben 1997
Het wereldkampioenschap superbike van Oschersleben 1997 was de achtste ronde van de wereldserie Supersport 1997. De races werden verreden op 7 september 1997 op de Motorsport Arena Oschersleben nabij Oschersleben, Duitsland. Tijdens het weekend kwam enkel de wereldserie Supersport in actie, het wereldkampioenschap superbike was niet aanwezig op het circuit. Het is de enige keer dat een Supersport-weekend niet in het voorprogramma van het WK superbike is verreden.

## Supersport
| Pos | Nr | Rijder                | Constructeur | Rondes | Tijd        | Grid | Punten |
| --- | -- | --------------------- | ------------ | ------ | ----------- | ---- | ------ |
| 1   | 26 | Paolo Casoli          | Ducati       | 28     | 44:47.331   | 1    | 25     |
| 2   | 6  | Vittoriano Guareschi  | Yamaha       | 28     | +4.694      | 2    | 20     |
| 3   | 34 | Yves Briguet          | Suzuki       | 28     | +5.198      | 4    | 16     |
| 4   | 30 | Wilco Zeelenberg      | Yamaha       | 28     | +5.586      | 5    | 13     |
| 5   | 24 | Stéphane Chambon      | Ducati       | 28     | +5.640      | 9    | 11     |
| 6   | 35 | Giovanni Bussei       | Suzuki       | 28     | +5.934      | 6    | 10     |
| 7   | 7  | Thomas Körner         | Ducati       | 28     | +10.554     | 8    | 9      |
| 8   | 2  | Massimo Meregalli     | Yamaha       | 28     | +17.061     | 7    | 8      |
| 9   | 41 | Michaël Paquay        | Honda        | 28     | +23.725     | 10   | 7      |
| 10  | 90 | Bernhard Schick       | Ducati       | 28     | +24.025     | 11   | 6      |
| 11  | 36 | Christophe Cogan      | Ducati       | 28     | +24.437     | 12   | 5      |
| 12  | 22 | Bernard Garcia        | Honda        | 28     | +45.893     | 24   | 4      |
| 13  | 17 | Stéphane Mertens      | Suzuki       | 28     | +1:08.277   | 19   | 3      |
| 14  | 11 | Peter Koller          | Kawasaki     | 28     | +1:17.496   | 16   | 2      |
| 15  | 18 | David Rouge           | Honda        | 28     | +1:17.560   | 20   | 1      |
| 16  | 14 | Fred Bayens           | Honda        | 28     | +1:18.077   | 18   |        |
| 17  | 4  | Camillio Mariottini   | Ducati       | 28     | +1:34.559   | 23   |        |
| 18  |    | Rob Phillis           | Bimota       | 27     | +1 ronde    | 27   |        |
| 19  | 13 | Jeffry de Vries       | Yamaha       | 27     | +1 ronde    | 25   |        |
| 20  | 28 | Jonnie Ekerold        | Suzuki       | 27     | +1 ronde    | 26   |        |
| DNF | 32 | Marc Garcia           | Honda        | 25     | Uitgevallen | 14   |        |
| DNF | 44 | Francisco Riquelme    | Ducati       | 11     | Uitgevallen | 22   |        |
| DNF | 1  | Fabrizio Pirovano     | Ducati       | 10     | Uitgevallen | 3    |        |
| DNF | 46 | Jörg Teuchert         | Yamaha       | 9      | Uitgevallen | 13   |        |
| DNF | 64 | Massimiliano Marchini | Ducati       | 5      | Uitgevallen | 28   |        |
| DNF | 25 | Serafino Foti         | Bimota       | 4      | Uitgevallen | 21   |        |
| DNF | 31 | Marco Risitano        | Kawasaki     | 2      | Uitgevallen | 15   |        |

## Tussenstanden na wedstrijd

### Supersport
| Pos | Nr | Rijder               | Team   | Punten |
| --- | -- | -------------------- | ------ | ------ |
| 1   | 26 | Paolo Casoli         | Ducati | 110    |
| 2   | 24 | Stéphane Chambon     | Ducati | 90     |
| 3   | 34 | Yves Briguet         | Suzuki | 87     |
| 4   | 6  | Vittoriano Guareschi | Yamaha | 81     |
| 5   | 41 | Michaël Paquay       | Honda  | 75     |

1997 · 2000 · 2001 · 2002 · 2003 · 2004